# Michael Foley
Michael Foley (12 januari 1999, Milton (Ontario)) is een Canadees wielrenner die zowel op de baan als op de weg actief is.

## Carrière
Foley nam op 18-jarige leeftijd voor het eerst deel aan de Canadese kampioenschappen baanwielrennen. Bij zijn eerste deelname werd hij vierde op de scratch en werd hij zevende bij de achtervolging en het omnium. Bij zijn tweede deelname in 2018 won hij goud op de koppelkoers, die hij samen reed met Derek Gee, en drie zilveren medailles. Dat jaar nam Foley voor het eerst deel aan de WK op de baan. Bij de ploegenachtervolging werd hij samen met Jay Lamoureux, Adam Jamieson en Gee achtste. Eveneens in 2018 nam hij voor het eerst deel aan de Gemenebestspelen, waar hij brons won op de ploegenachtervolging samen met Aidan Caves, Gee en Lamoureux. In 2019 won Foley twee gouden medailles op de Pan-Amerikaanse kampioenschappen, drie medailles bij de Canadese en werd hij vierde op de WK bij de ploegenachtervolging. In 2021 nam hij voor het eerst deel aan de Olympische Zomerspelen die dat jaar plaatsvonden in Tokio. Bij de ploegenachtervolging werd hij samen met Vincent De Haitre, Gee en Lamoureux vijfde, de koppelkoers reed hij samen met Gee. Bij de koppelkoers stapten beiden heren vroegtijdig uit de wedstrijd. In 2024 nam Foley voor de tweede maal deel aan de Olympische Zomerspelen, hij was wederom actief bij de ploegenachtervolging en de koppelkoers.
Naast zijn successen op de weg rijdt Foley sinds 2021 ook bij een professionele wielerploeg op de weg. In 2021 was dat nog XSpeed United Continental, na een seizoen maakte hij de overstap naar Toronto Hustle dat in 2024 overging in Hustle Pro Cycling. Namens deze ploeg won hij in 2024 de tweede etappe in de Tour de Beauce, voor de Amerikaan Sean Christian en de Nederlander Stefan Verhoeff.

## Palmares

### Op de baan
| Jaar      | CK                                                                                    | P-AK                                             | WK                                        | Overige                                                                                          |
| Als elite | Als elite                                                                             | Als elite                                        | Als elite                                 | Als elite                                                                                        |
| --------- | ------------------------------------------------------------------------------------- | ------------------------------------------------ | ----------------------------------------- | ------------------------------------------------------------------------------------------------ |
| 2017      | 4e scratch 7e achtervolging 7e omnium                                                 |                                                  |                                           |                                                                                                  |
| 2018      | koppelkoers · achtervolging · omnium · puntenkoers · 5e scratch · 6e 1km tijdrit      |                                                  | 8e ploegenachtervolging                   | Gemenebestspelen: · ploegenachtervolging                                                         |
| 2019      | koppelkoers · omnium · achtervolging · 5e 1km tijdrit                                 | ploegenachtervolging · puntenkoers               | 4e ploegenachtervolging                   |                                                                                                  |
| 2020      |                                                                                       |                                                  | 11e ploegenachtervolging 20e puntenkoers  |                                                                                                  |
| 2021      |                                                                                       |                                                  | 9e ploegenachtervolging                   | NC Cali: · ploegenachtervolging · Olympische Spelen: · 5e ploegenachtervolging · DNF koppelkoers |
| 2022      | achtervolging · 4e 1km tijdrit · 5e omnium                                            | koppelkoers · ploegenachtervolging · puntenkoers |                                           | Gemenebestspelen: 5e ploegenachtervolging 10e puntenkoers                                        |
| 2023      | achtervolging · omnium · scratch · 6e koppelkoers · 7e 1km tijdrit                    | ploegenachtervolging · achtervolging             | 6e ploegenachtervolging 17e achtervolging | Pan-Amerikaanse Spelen: · ploegenachtervolging · 5e koppelkoers · 5e omnium                      |
| 2024      | scratch · afvalkoers · 4e achtervolging · 5e omnium · 5e puntenkoers · 6e 1km tijdrit |                                                  |                                           | Olympische Spelen: 7e ploegenachtervolging 13e koppelkoers                                       |

### Op de weg
2024
2e etappe Tour de Beauce

## Ploegen
- 2021 –  XSpeed United Continental
- 2022 –  Toronto Hustle
- 2023 –  Toronto Hustle
- 2024 –  Hustle Pro Cycling